# Greg Szlapczynski
Greg Szlapczynski, wł. Grzegorz Szłapczyński (ur. 6 stycznia 1971 w Warszawie) – polsko-francuski piosenkarz i harmonijkarz, od 1988 mieszka w Paryżu.

## Życiorys
W połowie lat 80. dostał od wuja harmonijkę ustną firmy „Hohner”, ale po kilku próbach gry na tym instrumencie stracił zainteresowanie. Dopiero po kilku latach usłyszał jak światowi artyści potrafią grać na harmonijce i jak instrument ten jest ważny w bluesie. W 1988 matka Grzegorza wyjechała na dwuletni kontrakt w UNESCO w Paryżu, zabrała ze sobą syna który miał tam ukończyć szkołę średnią. Ponieważ kontrakt przedłużono Grzegorz Szłapczyński rozpoczął studia na Wydziale Informatycznym Sorbony, tam założył pierwszy amatorski zespół. Po warsztatach muzycznych prowadzonych przez Jean-Jacques Milteau postanowił poświęcić się muzyce, założył grupę Zlap Zynski, z którą w 1997 nagrał płytę Ternaire Madess, kolejne nagrywa już jako Greg Szlapczynski. Szybko dał się poznać jako wirtuoz harmonijki ustnej, poznał i nawiązał współpracę z wieloma renomowanymi muzykami m.in. Jean-Jacques Milteau, Jean-Marie Ecay i Olivier Ker Ourio. W 1998 rozpoczął występy na organizowanych raz w miesiącu spotkaniach bluesowych w Paryżu, nazywanych „Wieczornym Gregtimem w Utopii”. Jest tam grana muzyka na żywo, odbywają się spotkania z muzykami z różnych środowisk, jeden z takich koncertów został wydany na płycie Gregtime. W tym czasie Greg założył istniejącą do dziś szkołę nauki gry na harmonijce. W 2002 powstał pierwszy album La part du diable, na którym jego grze towarzyszył akompaniament na instrumentach elektronicznych, przez krytyków został uznany za jeden z najlepszych współczesnych albumów bluesowych. W nagraniach uczestniczyli gościnnie m.in. St Germain  i Erik Truffaz. Greg uczestniczy w nagraniach innych wykonawców, jego grę na harmonijce słychać w utworach Florent Pagny, a z Johnnym Hallydayem odbył w 2009 tournée „Tour 66”. Występował też na scenie z Billem Deraime, Paulem Personne, a także w telewizji z Francisem Cabrelem, Maxime Le Forestierem i Charles’em Aznavourem. W 2005 nagrał w Studiu Polskiego Radia swoim rodzinnym mieście płytę Varsovie, uczestniczył w nim jego francuski zespół, a także Piotr Wojtasik i Tomasz Szukalski.

## Dyskografia

### Albumy
- 2011: Air[1]
- 2008: Road Movie(s)
- 2005: Varsovie
- 2002: La Part du Diable
- 1999: Gregtime
- 1997: Ternaire Madness

### Single
- 2012: Harmonijka

### Nagrania gościnne
- 2015: Klingande;
- 2014: Yannick Noah, Inertia;
- 2013: Kajdan Rough Trio, Johnny Hallyday, MO (le groupe), Le Soldat Rose 2, Matthieu Mendès, Jean-Marie Marrier;
- 2012: Rolling Dominos, Éric Thiévon, Régis Gizavo, John Mamann, Mattia De Luca, Johnny Hallyday;
- 2011: Jehan, Norbert Krief, Mike Sponza, Mickaël Miro, Archimède (groupe), Bénabar;
- 2010: Blues Power Band, Eddy Mitchell;
- 2009: Johnny Hallyday, Ridan, A Project, Grési'Live, Grégory Ott Trio, Music'All;
- 2008: Jacques Air Volt, Johnny Hallyday;
- 2007: Johnny Hallyday, Romane Serda, SpOke Orkestra, Jean Racine, Murray Head;
- 2006: Mario Pelchat, Éric Thiévon;
- 2005: Eva DT, Allan Vermeer, Pat Boudot Lamot, Soria;
- 2004: Johnny Hallyday;
- 2003: Fred Blondin, Florent Pagny, Melissa Mars, Peter Nathanson, Lorenzo Sanchez;
- 2002: Jean-Jacques Milteau, Jean-Marie Ecay, Utopia;
- 2000: Bill Deraime, Michel Houellebecq;
- 1999: Miguel M & the Brachay’s Blues Band;
- 1998: Eva Marchal.

### Muzyka filmowa
- 2011 Saïgon, l'été de nos 20 ans, muzyka: Charles Court, reżyseria: Philippe Venault;
- 2010 Les Insomniaques, muzyka: Vladimir Cosma, reżyseria: Jean-Pierre Mocky;
- 2009 Le Thaï Cellophané, muzyka: Daniel Mille & Greg Zlap, reżyseria: Delphine Corrard;
- 2008 Le Voyage de la Veuve, reżyseria: Philippe Laïk;
- 2007 Tel père telle fille, reżyseria: Olivier de Plas;
- 2003 Un amour en kit, reżyseria: Philippe de Broca;
- 2002 Entre chiens et loups, reżyseria: Alexandre Arcady;
- 1998 L'été de Mathieu, reżyseria: Sylvie Durepaire.